# Autoradio (Belarus)
Autoradio (belarussisch Аўтарадыё Autaradyjo) (105,1 Minsk FM) war der erste private Radiosender in Belarus. Der Radiosender verwendete die Frequenz 105,1 MHz. Er funktionierte aus Minsk vom 7. August 1992 bis zum 12. Januar 2011.

## Geschichte
Von Anfang der 1990er bis zum 1. Januar 1995 war Autoradio auf der Frequenz 67,7 OIRT-Band zu hören. Autoradio nutzte OIRT-Band als der einzige offene Frequenzbereich für Menschen und Organisationen in Belarus zu dieser Zeit. 1995 wurde der Radiosender eingestellt. Es dauerte vier Jahre, um wieder auf Sendung zu gehen. 2001 wurde der zweite Empfangsmodus auf der FM-Frequenz 105,1 MHz gestartet.
Im Radio war belarussische Musik zu hören. Die Gruppen N. R. M., Krambambulja, Ljapis Trubezkoi, Neuro Dubel und die besten Songs aus der Auswahl der Website Tuzin.fm wurden am meisten gehört. Berühmte Personen wie Aleh Chamenka, Smizer Wajzjuschkewitsch, Mascha Jar und andere arbeiteten für den Radiosender als Moderatoren.
Im September 2009 sprach das Informationsministerium der Republik Belarus eine offizielle Warnung an Autoradio für die Ausstrahlung der Show „EuroZoom“ aus, die zusammen mit Eurapejskaje Radyjo dlja Belarussi ausgestrahlt wurde.

### Ende der Ausstrahlung
Am 12. Januar 2011 um 12:40 Uhr wurde die Rundfunklizenz des Autoradio entfernt und der Rundfunksender eingestellt wurde. Die Republikanische Kommission für Fernsehen und Rundfunk unter der Leitung von Aleh Praljaskowskij nahm das Dokument des Autoradio weg, nachdem der Sender Werbungen für die Kandidaten Andrej Sannikau und Uladsimir Njakljajeu ausgestrahlt hatte. Beide waren bei der Präsidentschaftswahl in Belarus 2010 gegen Aljaksandr Lukaschenka.
Journalist Pauljuk Bykouski schrieb, dass die Anzeigen des Autoradio mit der Zentralen Wahlkommission von Belarus vereinbart worden waren. Das erstinstanzliche Gericht unterstützte die Position von Autoradio, aber ein anderes Gericht   änderte später diese Entscheidung. Infolge der Änderung verhängte die EU Sanktionen gegen Dsmitryj Aljaksandrau, Richter am Obersten Wirtschaftsgericht von Belarus, der beschloss, der Radiosender zu schließen.
Der von der Regierung geführte Radiosender Staliza (belarussisch Сталіца) erhielt die Frequenz 105,1 MHz, die Autoradio weggenommen wurde. Staliza begann sie am 15. April 2012 zu verwenden.
Juryj Basan, Gründer und Chefredakteur von Autoradio, starb am 24. September 2016.

## Rezeption
Musikkritiker Dsmitryj Padbjareski bezeichnete Autoradio als einen seiner beliebtesten belarussischen UKW-FM-Sender.

## In Kunst
2011 N. R. M. nahm das Lied „Autoradio“ (belarussisch Аўтарадыё Autaradyjo) zur Unterstützung des heruntergefahrenen Radiosenders auf.